# Радоје Домановић
Радоје Домановић (Овсиште, 16. фебруар 1873 — Београд, 17. август 1908) био је српски књижевник. Најпознатији је као сатирични приповедач.

## Биографија
Радојев деда Милић Домановић је досељеник из Херцеговине са једне висоравни између Требиња и Невесиња. По истраживањима Милинка Домановића њихово порекло је из села Домановићи у Херцеговини. Деда се задржао у околини Крагујевца. Радио је и служио код Симеона Цукића, сродника Павла Цукића, устаника и Карађорђевог војводе. Овај оштроумни Херцеговац се ускоро својим радом и знањем уздигао од најамног радника до слободног сељака. Кораком испред времена обојицу синова, Алексу и Милоша - Радојевог оца, школује на богословији. Алекса се запопио, а Милош је отишао у учитеље. Ради као учитељ, али се бави и уносним пословима. Храбар и интелигентан ускоро постаје имућан човек. Жени се Персидом, ћерком Симеона Цукића, оног газде код кога је његов отац Милић радио као слуга. Из тог брака рођен је 16. фебруара (или 4. фебруара по јулијанском календару) 1873. године у породици сеоског учитеља, на тренутној служби у селу Овсиште код Крагујевца Радоје Домановић. Пресудан утицај на карактер и књижевни рад Радоја Домановића, имају две чињенице. Његов отац Милош и његова моћ, али и мајка, унука устаника Павла Цукића. Милош је био првенствено сеоски газда па онда учитељ. Тврдоглав и свестан своје снаге. Мајка, нежна и пуна љубави према сину учила га је српској народној поезији, чојству и поносу српског сељака - револуционара.
Детињство је провео у суседном селу Горње Јарушице, одакле му је отац и где и данас живи фамилија Домановић, и где је завршио и основну школу. Гимназију је завршио у Крагујевцу, а Филозофски факултет на Великој школи у Београду. Као професор српског језика радио је у гимназијама у Врању, Пироту и Лесковцу.
Због политичких уверења је прогањан, премештан и отпуштан са посла. Оженио се 1895. године учитељицом Наталијом са којом је имао ћерку Даницу (1896—1956) и синове Драгишу (1902), који је умро убрзо по рођењу, и Зорана (1905—1944). После пада режима краља Александра Обреновића 1903. године, незадовољан малим променама у земљи, покреће политички лист „Страдија“, у којем покушава да се бори против мана новог режима. Разочаран, одавао се све више боемском животу, много је пио, и усамљен, огорчен и сиромашан умро је од туберкулозе у 35. години живота, 4. августа/17. августа 1908. године у Београду.
Радоје Домановић је бескомпромисан и храбар. Његова мисао бритка и провокативна. Он је први прави сатиричар међу српским реалистима. Сатира је главно обележје његовог талента. Он је творац српске сатиричне приповетке.

## Наслеђе
Велики број основних школа и библиотека (у Нишу, Лесковцу, Сурдулици, Рачи, Тополи и Великој Плани) носи име „Радоје Домановић“, такође постоји и Задужбина „Радоје Домановић“ која додељује награду са истим именом.
Пројекат „Радоје Домановић“ покренут је 2013. године с циљем да се дигитализују сва Домановићева дела, као и да се учине доступним широј читалачкој публици кроз објављивање већ постојећих и потпуно нових превода Домановићевих приповедака.

## Дела

### Приповетке
Његове најзначајније приповетке су:
- Вођа, 1901.
- Данга, 1899.
- Страдија, 1902.
- Мртво море, 1902.
- Краљевић Марко по други пут међу Србима, 1901.
- Размишљање једног обичног српског вола, 1902.
- Укидање страсти, 1898.
- Позориште у паланци, 1898.
- Гласам за слепце, 1902.
- Не разумем, 1898.
- Наша посла (Договор кућу гради), 1901.
- Сан једног министра, 1902.

### Филмови
Домановићева дела су преточена на филмско платно:
- 1964. Бој на Косову
- 1968. Краљевић Марко по други пут међу Србима (ТВ)
- 1980. Приповедања Радоја Домановића (серија)
- 1988. Нека чудна земља